# Čizmići
Čizmići är en ort i Bosnien och Hercegovina.   Den ligger i entiteten Federationen Bosnien och Hercegovina, i den nordvästra delen av landet, 230 km nordväst om huvudstaden Sarajevo. Čizmići ligger 318 meter över havet och antalet invånare är 871.
Terrängen runt Čizmići är huvudsakligen platt, men norrut är den kuperad. Terrängen runt Čizmići sluttar västerut. Runt Čizmići är det ganska tätbefolkat, med 93 invånare per kvadratkilometer.. Närmaste större samhälle är Bihać, 15,9 km söder om Čizmići. 
Omgivningarna runt Čizmići är en mosaik av jordbruksmark och naturlig växtlighet.